# Substancja endogenna
Substancja endogenna (związek endogenny, endogeniczny) – związek chemiczny wytwarzany wewnątrz organizmu. Niektóre substancje endogenne, jeżeli są wytworzone w nadmiarze, mogą być toksyczne, jak np. acetylocholina.